# Aphonoides depressiusculus
Aphonoides depressiusculus är en insektsart som först beskrevs av Henri Saussure 1878.  Aphonoides depressiusculus ingår i släktet Aphonoides och familjen syrsor. Inga underarter finns listade i Catalogue of Life.